# Shushenskoye
Shushenskoye (em russo:  Шу́шенское) é um um assentamento de tipo urbano e o centro administrativo do distrito de Shushensky no Krai de Krasnoiarsk, Rússia, situada na confluência do rio Ienissei e Grande Shush. Segundo os dados do censo demográfico de 2010, conta com uma população de 17 513 habitantes.